# Sámánizmus Pakisztánban
A pakisztáni Hunza nép híres a sámánizmus gyakorlatáról. A sámánokat a helyi nyelven (burusaszki) „Bitan”-ként nevezik. A sámánizmus összefügg a terület mozgalmas történelmével.

## Bitan
A Bitan vagy dajal szó a sámán burusaszki nyelvű megfelelője. A bitanok nem olyanok, mint az eurázsiai sámánok, mivel azoknak van néhány különleges fizikai tulajdonságuk, mint például több fog, hatodik ujj vagy más fizikai jegyek. A dajalok hétköznapi emberek, akiket a Pari (tündér, többes számban pariting) választ ki. 
A hunzák szerint paritingok a cseresznye- és sárgabarackvirágzás idején szállnak le a földre. A Pari az újszülöttek közül választja ki a Dajalokat az orruk és szájuk megszaglásával. Gyermekkorban nem derül ki, hogy ki dajal. A bitanoknak a serdülőkor elérésekor határozott jellegzetességeik alakulnak ki. Ezek a jellemzők közé tartozik az öntudatlan állapotba kerülés, vagy a napokig, néha hetekig tartó rosszullét. A bitan meghalhat, ha a szelleme elhagyja a testét abban az időszakban, amikor a sámáni jellemzők megjelennek.
A dajal vágyik a zenére, ilyenkor transzállapotba kerülhet, ahol találkozik a párival. A bitanok a zenére táncolnak az olyan fesztiválokon, mint a Ginani (aratási ünnep). A tánc során a dayal a következő évi termést is megjósolja.

## Sámáni gyakorlatok
A dajalokról (sámánok) úgy tartják, hogy képesek előre látni a jövőt. Ez a képesség a szellemekkel való kapcsolat eredménye. Ezek a szellemlények vagy tündérek a parik (többes számban pariting). A parik akkor mondják el a dajaloknak a jövőt, amikor azok kábult állapotban vannak.

### A szertartás
A dajal révült állapotba kerülésének szertartásához zene, füst és kecskevér szükséges. A zenét a zenészek (dadag ustadi) játsszák. Három hangszert használnak: dadang (dob), daamal (két félgömb alakú dob) és surnai (shenai) vagy gabi (a nádsíp helyi változata). 
A füsthöz borókaleveleket és szíriai rutafüvet (burusaszki nyelven supandur) gyújtanak meg, és hagyják, hogy a dajal belélegezze ezt a füstöt. A sámán egy kecske (csati) nemrég levágott fejéből issza a vért.
A sámán táncolni kezd a zenére, közben belélegzi a borókalevelek füstjét. Ezután megissza a kecske vérét. A dajal magasabb állapotba kerül, miközben tovább táncol a zenére. Elérve ezt az állapotot, elkezd beszélni shina nyelven (gilgit nyelve, egy titkos nyelv). A sámán beszélget/vitatkozik/kérdezi a párit különböző dolgokkal kapcsolatban. A dajal legfeljebb két-három alkalommal kerülhet ilyen állapotba, mielőtt elájul.

## Történelem
Történészek, mint például M.H. Sidky, kiterjedt kutatásokat végeztek a sámánizmus témájában. Közzétett egy tanulmányt a hunza régió sámánizmusáról, megemlítette a terület híres bitanjait (sámánjait), köztük Huk Mamut és Shon Gakurt.
A hunza bitanok több ezer éves szertartásaik segítségével jósolták meg a jövőt. A thum (vezér, király, emír) magához hívatta őket, hogy megjósoljanak bármilyen csapást, éhínséget vagy a közeljövőben várható katasztrófát.

## Fordítás
Ez a szócikk részben vagy egészben  a   Shamanism in Pakistan című angol Wikipédia-szócikk ezen változatának fordításán alapul.  Az eredeti cikk szerkesztőit annak laptörténete sorolja fel. Ez a jelzés csupán a megfogalmazás eredetét és a szerzői jogokat jelzi, nem szolgál a cikkben szereplő információk forrásmegjelöléseként.